# Her Hero
Her Hero è un cortometraggio muto del 1911 diretto da Van Dyke Brooke. È una delle numerose commedie interpretate alla Vitagraph dalla coppia artistica formata da John Bunny e Flora Finch.

## Produzione
Il film fu prodotto dalla Vitagraph Company of America.

## Distribuzione
Distribuito dalla General Film Company, il film - un cortometraggio in una bobina - uscì nelle sale cinematografiche USA il 30 settembre 1911.